# 環境システム学科
環境システム学科（かんきょうしすてむがっか）は、環境についてのシステムを学び研究する大学の学科。

## 設置大学
- 同志社大学理工学部
- 立正大学地球環境科学部（生物・地球コースと気象・水文コース）
- 芝浦工業大学システム理工学部（建築都市学、環境科学、都市環境工学を中心）
- 武蔵野大学工学部（環境科学の専門力とリーダーシップ、環境プロジェクト）※現在はサスティナビリティ学科に名称変更。

その他
- 千葉大学工学部に、都市環境システム学科
- 秋田県立大学システム科学技術学部に、建築環境システム学科
- 神戸大学農学部に、食料環境システム学科
- 富山大学人間発達科学部（旧教育学部）に、人間環境システム学科
- 大阪府立大学現代システム科学域に、環境システム学類
- 大阪工業大学工学部環境工学科に、環境システム（知能設計・水代謝・エネルギー）研究室
- 和歌山大学システム工学部（建築都市学と造園系）はシステム工学科環境システムコースに
- 明星大学理工学部（旧土木工学科）は現在総合理工学科環境システム学専攻に
- 宮城大学は食産業学部は現在食産業学群に改組し消滅